# The Big Blue
Le derby Big Blue aussi appelé The City Derby oppose les équipes de football du Sydney FC et du Melbourne Victory FC, les deux meilleurs clubs australiens. Le nom de ce derby provient des maillots des deux équipes, en effet les deux équipes évoluent habituellement en bleu.

## Histoire
Sydney FC and Melbourne Victory FC ont été voués à devenir des adversaires majeurs dès le début de la A-League vu la rivalité historique régionale ente les villes représentées par les deux équipes.

## Tous les matchs

### Matchs de championnat
| Match | Date             | Round | Équipe à domicile | Équipe à l'extérieur | Score                              | Buts à domicile                                      | Buts à l'extérieur                         | Affluence |
| ----- | ---------------- | ----- | ----------------- | -------------------- | ---------------------------------- | ---------------------------------------------------- | ------------------------------------------ | --------- |
| 1     | 28 août 2005     |       | Sydney FC         | Melbourne Victory    | 1-1                                | Yorke (44)                                           | Thompson (73)                              | 25,208    |
| 2     | 16 octobre 2005  |       | Melbourne Victory | Sydney FC            | 5-0                                | Kitzbichler (34), Muscat (53, 78), Thompson (57, 69) |                                            | 18,208    |
| 3     | 3 décembre 2005  |       | Sydney FC         | Melbourne Victory    | 2-1                                | Corica (24), Carney (81)                             | Allsopp (88)                               | 17,272    |
| 4     | 2 septembre 2006 |       | Melbourne Victory | Sydney FC            | 3-2                                | Allsopp (8) Muscat (p 11), Allsopp (51)              | Fyfe (18), Vargas (c.s.c. 83)              | 39,730    |
| 5     | 21 octobre 2006  |       | Sydney FC         | Melbourne Victory    | 1-2                                | Corica (8)                                           | Thompson (50, 73)                          | 20,881    |
| 6     | 8 décembre 2006  |       | Melbourne Victory | Sydney FC            | 0-0                                |                                                      |                                            | 50,333    |
| 7     | 6 octobre 2007   |       | Sydney FC         | Melbourne Victory    | 0-1                                |                                                      | [Allsopp (82)                              | 18,436    |
| 8     | 10 novembre 2007 |       | Melbourne Victory | Sydney FC            | 0-0                                |                                                      |                                            | 31,884    |
| 9     | 20 janvier 2008  |       | Sydney FC         | Melbourne Victory    | 2-2                                | Corica (4), Brosque (62)                             | Milligan (c.s.c. 46), Allsopp (76)         | 33,458    |
| 10    | 16 août 2008     |       | Sydney FC         | Melbourne Victory    | 0-0                                |                                                      |                                            | 16,227    |
| 11    | 25 octobre 2008  |       | Melbourne Victory | Sydney FC            | 0-2                                |                                                      | Bridge (20), Aloisi (62)                   | 31,654    |
| 12    | 27 décembre 2008 |       | Melbourne Victory | Sydney FC            | 3-2                                | Thompson (14), Ward (78), Ney Fabiano (80)           | Cole (1), Gan (4)                          | 25,395    |
| 13    | 9 octobre 2009   |       | Melbourne Victory | Sydney FC            | 0-3                                |                                                      | Brosque (14), Bridge (17,19)               | 30,668    |
| 14    | 19 décembre 2009 |       | Melbourne Victory | Sydney FC            | 0-0                                |                                                      |                                            | 27,344    |
| 15    | 14 février 2010  |       | Sydney FC         | Melbourne Victory    | 2-0                                | Kisel (34), Aloisi (49)                              |                                            | 25,407    |
| 16    | 18 février 2010  |       | Melbourne Victory | Sydney FC            | 2-1                                | Mrdja (16), Hernández (40)                           | Aloisi (43)                                | 18,453    |
| 17    | 7 mars 2010      |       | Sydney FC         | Melbourne Victory    | 2-2 A.P.                           | Kisel (36 Pen), Bridge (54)                          | Kruse (15), Thompson (114)                 | 23,818    |
| 18    | 20 mars 2010     |       | Melbourne Victory | Sydney FC            | 1-1 A.P. 2-4 Après les Tirs au But | Bridge (63)                                          | Leijer (81)                                | 44,560    |
| 19    | 7 août 2010      |       | Sydney FC         | Melbourne Victory    | 3-3                                | Brosque (36), McFlynn (54), Cole (85)                | Broxham (66), Dugandzic (67), Celeski (73) | 12,106    |
| 20    | 16 octobre 2010  |       | Melbourne Victory | Sydney FC            | 3-0                                | Vargas (20), Hernández (49), Kruse (90)              |                                            | 17,299    |
| 21    | 15 janvier 2011  |       | Sydney FC         | Melbourne Victory    | 1-1                                | Mäkelä (90)                                          | Allsopp (51)                               | 11,387    |
| 22    | 8 octobre 2011   |       | Melbourne Victory | Sydney FC            | 0-0                                |                                                      |                                            | 40,351    |
| 23    | 26 janvier 2012  |       | Melbourne Victory | Sydney FC            | 2-2                                | Cernak (45), Fabio (45+2)                            | Cazarine (56), Ryall (90)                  | 20,053    |
| 24    | 10 mars 2012     |       | Sydney FC         | Melbourne Victory    | 1-0                                | Kisel (32 Pen)                                       |                                            | 18,180    |

### Matchs de coupe
| Date        | Match         | Équipe à domicile | Équipe à l'extérieur | Score | Buts à domicile | Buts à l'extérieur | Affluence |
| ----------- | ------------- | ----------------- | -------------------- | ----- | --------------- | ------------------ | --------- |
| 11 May 2007 | Challenge Cup | Melbourne Victory | Sydney               | 0-1   |                 | Brosque (34)       | 3,400     |

## Statistiques

### Résultats
| Équipe            | Victoire | Égalité | Défaite | But pour |
| ----------------- | -------- | ------- | ------- | -------- |
| Melbourne Victory | 7        | 8       | 6       | 29       |
| Sydney FC         | 6        | 8       | 7       | 22       |

| Équipe            | Victoire à domicile | Égalité à domicile | Défaite à domicile |
| ----------------- | ------------------- | ------------------ | ------------------ |
| Melbourne Victory | 5                   | 3                  | 3                  |
| Sydney FC         | 2                   | 5                  | 2                  |

| Équipe            | Victoire à l'extérieur | Égalité à l'extérieur | Défaite à l'extérieur |
| ----------------- | ---------------------- | --------------------- | --------------------- |
| Melbourne Victory | 2                      | 5                     | 2                     |
| Sydney FC         | 3                      | 3                     | 5                     |

### Meilleurs Buteurs
| Joueur              | Club              | Nombre de buts marqués |
| ------------------- | ----------------- | ---------------------- |
| Archie Thompson     | Melbourne Victory | 7                      |
| Daniel Allsopp      | Melbourne Victory | 5                      |
| Mark Bridge         | Sydney FC         | 5                      |
| Alex Brosque        | Sydney FC         | 4                      |
| John Aloisi         | Sydney FC         | 3                      |
| Shannon Cole        | Sydney FC         | 2                      |
| Steve Corica        | Sydney FC         | 2                      |
| Kevin Muscat        | Melbourne Victory | 2                      |
| Carlos Hernandez    | Melbourne Victory | 2                      |
| Karol Kisel         | Sydney FC         | 2                      |
| Robbie Kruse        | Melbourne Victory | 2                      |
| Leigh Broxham       | Melbourne Victory | 1                      |
| David Carney        | Sydney FC         | 1                      |
| Billy Celeski       | Melbourne Victory | 1                      |
| Mate Dugandžić      | Melbourne Victory | 1                      |
| Ney Fabiano         | Melbourne Victory | 1                      |
| Brendan Gan         | Sydney FC         | 1                      |
| Richard Kitzbichler | Melbourne Victory | 1                      |
| Terry McFlynn       | Sydney FC         | 1                      |
| Nik Mrdja           | Melbourne Victory | 1                      |
| Nick Ward           | Melbourne Victory | 1                      |
| Dwight Yorke        | Sydney FC         | 1                      |

- En gras les joueurs qui jouent toujours pour les clubs cités.

### Joueurs qui ont joué pour les deux clubs
- Sebastian Ryall (Melbourne → Sydney) (2009)
- Mark Milligan (Sydney → Melbourne via JEF United Chiba) -(prêt)(2012)